# Kościelec (województwo dolnośląskie)
Kościelec (niem. Hochkirch) – wieś w Polsce położona w województwie dolnośląskim, w powiecie legnickim, w gminie Krotoszyce, w sołectwie Babin-Kościelec. W latach 1975–1998 miejscowość należała do województwa legnickiego.

## Informacje ogólne
Miejscowość położona jest w odległości 7 km na południe od Legnicy, przy drodze lokalnej Legnica–Warmątowice Sienkiewiczowskie. Regularne połączenia komunikacji publicznej zapewnia prywatny przewoźnik, kursujący na trasie Legnica–Janowice Duże (do roku 2006 trasa MPK Legnica). Po raz pierwszy wieś wzmiankowana była w 1303 r.

## Zabytki
Do wojewódzkiego rejestru zabytków wpisane są:
- Kościół filialny rzymskokatolickiej parafii w Małuszowie pw. Najświętszego Serca Pana Jezusa, dawniej ewangelicki kościół ucieczkowy.

Świątynia stojąca na wysokim wzniesieniu góruje nad okolicą. Średniowieczny wygląd zewnętrzny Kościoła nosi znamiona budowli obronnej, na co wpływał fakt nieodległego przebiegu granicy państwowej Księstwa legnickiego. 
Budowla w czasach panującego na tych ziemiach luteranizmu stała się kościołem ucieczkowym dla wyznawców spoza księstwa legnicko-brzeskiego, którzy na swoich terenach nie posiadali swobody wyznaniowej. Świątynię przebudowano i rozbudowano w XVII w., tworząc kościół trzynawowy, z wnętrzem podzielonym rzędami słupów drewnianych, podtrzymujących barokowe empory. Drewniane wnętrze ozdobiono bogato malowidłami o tematyce religijnej. 
- cmentarz przykościelny.

inne zabytki:
- tablica pamiątkowa w kościele poświęcona Alfredowi von Olszewskiemu, dziedzicowi Warmątowic
- grób rodziny von Olszewskich na cmentarzu przykościelnym
- kamienny krzyż monolitowy[4], być może późnośredniowieczny, nieznanej przyczyny fundacji. Krzyż ten określany  jest często jako tzw. krzyż pokutny co jednak nie ma podstaw w żadnych  dowodach ani badaniach, a jest oparte jedynie na nieuprawnionym założeniu, że wszystkie stare kamienne krzyże monolitowe, o których nic nie wiadomo,  są krzyżami pokutnymi[5], chociaż w  rzeczywistości powód fundacji takiego krzyża może być różnoraki, tak jak każdego innego krzyża. Niestety hipoteza ta stała się na tyle popularna, że zaczęła być odbierana jako fakt i pojawiać się w lokalnych opracowaniach, informatorach czy przewodnikach jako faktyczna informacja, bez uprzedzenia, że jest to co najwyżej luźny domysł bez żadnych bezpośrednich dowodów
- obelisk piaskowcowy poświęcony poległym w wojnach końca XIX w.

## Szlaki turystyczne
Przez Kościelec przebiegają:
- nieoznakowany odcinek dolnośląskiego szlaku cystersów (rowerowy) z Legnicy (7 km na północ od Kościelca) do Winnicy;

- 20-km rowerowa ścieżka dydaktyczna Śladami naszych przodków, okalająca pole bitwy nad Kaczawą (26 VIII 1813)